# Margasari (ort i Indonesien)
Margasari är en ort i Indonesien.   Den ligger i provinsen Jawa Tengah, i den västra delen av landet, 260 km öster om huvudstaden Jakarta. Margasari ligger 46 meter över havet och antalet invånare är 27 814.
Terrängen runt Margasari är platt åt nordväst, men åt sydost är den kuperad.Runt Margasari är det tätbefolkat, med 459 invånare per kvadratkilometer. Närmaste större samhälle är Slawi, 19,0 km nordost om Margasari. I omgivningarna runt Margasari växer i huvudsak städsegrön lövskog.